# Gmina Jemielno
Die Gmina Jemielno ist eine Landgemeinde im Powiat Górowski der Woiwodschaft Niederschlesien in Polen. Gemeindesitz ist Jemielno (deutsch Gimmel).

## Gliederung
Die Landgemeinde Jemielno hat 20 Ortsteile (deutsche Namen bis 1945) mit einem Schulzenamt (sołectwo):
| - Bieliszów (Neu Heidau) - Chorągwice (Korangelwitz) - Ciechanów (Züchen) - Cieszyny (Tscheschen, 1936–1945 Finkenheide) - Daszów (Dahsau) - Irządze (Irrsingen) - Jemielno (Gimmel) - Kietlów (Kittlau) - Luboszyce (Herrnlauersitz) - Luboszyce Małe (Klein Lauersitz) | - Lubów (Lübchen) - Łęczyca (Lendschütz) - Osłowice (Osselwitz) - Piotrowice Małe (Klein Peterwitz) - Piskorze (Peiskern) - Psary (Hünern) - Smolne (Schmögerle) - Śleszów (Schlaswitz, Schlaschwitz, Tscheschenheide, 1937–1945 Birkenhain) - Uszczonów (Austen) - Zdziesławice (Sophienthal) |

Weitere Ortschaften der Gemeinde sind:
Borki (Neuvorwerk), Chobienia, Czeladź Mała (Tscheltsch, 1936–1945 Ursiedel), Majówka (Alt Heidau), Równa (Rabenau), Stanowice (Dahsauer Heidau) und Zawiszów (Sorge).

## Persönlichkeiten
- Robert von Bonin (1805–1852), preußischer Offizier und Militärhistoriker
- Wilhelm Eduard Scholz (* um 1807/1808 – 1866), deutscher Komponist und Kapellmeister
- Fritz Pringsheim (1882–1967), deutscher Rechtswissenschaftler, geboren in Hünern
- Fritz Karsunke (* 1910), deutscher Politiker (DBD)